# Boate das Casas da Banha
Boate das Casa da Banha foi um programa humorístico da TV Tupi Rio de Janeiro exibido de 1958 até 1961, aos sábados, após o Repórter Esso às 20 horas e vinte minutos, patrocinado pelas Casas da Banha - Uma Família à Serviço do Povo. A maioria do elenco tinha vindo da Rádio Nacional do Rio de Janeiro.